# ロン・フラー (プロレスラー)
ロン・フラー（Ron Fuller、本名：Ronald Welch、1947年9月7日 - ）は、アメリカ合衆国の元プロレスラー。テネシー州ダイアーズバーグ出身。
祖父のロイ・ウェルチと父のバディ・フラーはアメリカ南東部地区のプロモーターだった人物であり、自身もサウスイースタン・チャンピオンシップ・レスリングのプロモーターを兼任した。弟のロバート・フラーも元プロレスラーである。

## 来歴
学生時代は長身を活かしてバスケットボールで活躍。プロレスラーとしてデビュー後は、地元のテネシーをはじめジョージアやフロリダなどNWAの南部テリトリーを転戦。1972年9月19日には従兄弟のジミー・ゴールデンをパートナーに、トーナメント決勝でディック・マードック&ポール・ジョーンズを破り、NWAフロリダ・タッグ王座を獲得。1973年12月21日にはビル・ワットからNWAジョージア・ヘビー級王座を、1974年3月20日にはバディ・コルトからNWAフロリダ・ヘビー級王座を奪取している。
1974年11月、テネシー東部のノックスビルの興行権をロイ・ウェルチとバディ・フラーから引き継ぎ、サウスイースタン・チャンピオンシップ・レスリング（SECW）のオーナーに就任。以降、SECWの主宰者兼ベビーフェイスの主力選手として活動。テネシー西部のメンフィスを本拠地とするNWAミッドアメリカ地区とも提携し、12月29日にメンフィス版のNWA南部ヘビー級王座を獲得、翌1975年はジェリー・ローラー、ジャッキー・ファーゴ、ダニー・ホッジなどの強豪を相手に防衛戦を行い、ジャック・ブリスコが保持していたNWA世界ヘビー級王座にも挑戦した。
1976年4月23日にはドン・カーソンからNWAサウスイースタン・ヘビー級王座を奪取。以降、モンゴリアン・ストンパーやジョー・ルダックを相手に、SECWのフラッグシップ・タイトルである同王座を争った。1979年1月15日にはメンフィスにてオースチン・アイドルを破り、NWAからAWAの認定タイトルとなった南部ヘビー級王座に返り咲いている。同年7月には弟のロバート・フラーと組み、プロフェッサー・タナカ&ミスター・フジを下してNWAサウスイースタン・タッグ王座も獲得した。
プロモーターとしても、1978年に叔従父のリー・フィールズからガルフ・コースト地区のプロモーションを買い取り、メキシコ湾岸のアラバマ南部およびフロリダ北西部の興行権を獲得。アラバマ州ドーサンに本拠地を移し、ポール・オーンドーフ、ボブ・ループ、ボブ・オートン・ジュニア、ディック・スレーター、ロニー・ガービン、そしてスターリング・ゴールデンこと若手時代のハルク・ホーガンなどをブッキングしてSECWの運営を続けた。
1982年2月28日には、アトランタのオムニ・コロシアムにて行われたミッドアトランティック版NWA世界タッグ王座の争奪トーナメントにレロイ・ブラウンと組んで出場、1回戦でマスクド・スーパースター&スーパー・デストロイヤーを破ったが、2回戦で海外遠征中だったジャンボ鶴田&天龍源一郎に敗れている。翌1983年11月、全日本プロレスに初来日し、当時期待の新鋭として注目されていたバリー・ウィンダムとの2メートル・コンビで世界最強タッグ決定リーグ戦に参戦。開幕戦でスタン・ハンセン&ブルーザー・ブロディのミラクルパワーコンビと対戦するも敗退、以後も勝ち星に恵まれず8チーム中6位という戦績に終わった。
1984年5月21日、アラバマ州バーミングハムにてマイケル・ヘイズを破り、SECWで新設されたNWAコンチネンタル・ヘビー級王座の初代王者となる。翌1985年、団体名をコンチネンタル・チャンピオンシップ・レスリング（CCW）と改称し、当時全米侵攻を展開していたビンス・マクマホンのWWFに対抗。リング上ではヒールに転向して、ベビーフェイス時代の盟友だったボブ・アームストロングと抗争を展開した。
以降、アームストロング・ファミリーやオースチン・アイドル、トミー・リッチ、エイドリアン・ストリート、ダッチ・マンテル、トム・プリチャード、ジェリー・スタッブスなどを主力に、NWA世界ヘビー級王者のリック・フレアーも招聘するなどしてCCWを運営したが、WWFの攻勢でアライアンスとしてのNWAが形骸化したこともあり、1988年にモンゴメリーのUHF局WCOV-TVにCCWを売却し、プロレス界から撤退した。その後、CCWの後継団体として1988年10月よりコンチネンタル・レスリング・フェデレーション（CWF）が発足したが、1年後の1989年11月に活動を停止している。

## 獲得タイトル
チャンピオンシップ・レスリング・フロム・フロリダ
- NWA南部ヘビー級王座（フロリダ版）：1回[19]
- NWAフロリダ・ヘビー級王座：1回[7]
- NWAフロリダ・タッグ王座：1回（w / ジミー・ゴールデン）[5]

ジョージア・チャンピオンシップ・レスリング
- NWAジョージア・ヘビー級王座：1回[6]

NWAミッドアメリカ / コンチネンタル・レスリング・アソシエーション
- NWA南部ヘビー級王座（メンフィス版） / AWA南部ヘビー級王座：3回[8]
- NWAテネシー・タッグ王座：1回（w / ジ・アサシン）[20]

サウスイースタン・チャンピオンシップ・レスリング / コンチネンタル・チャンピオンシップ・レスリング
- NWAアラバマ・ヘビー級王座：2回[21]
- NWAサウスイースタン・ヘビー級王座：4回[10]
- NWAサウスイースタン・ヘビー級王座（南部版）：2回[22]
- NWAサウスイースタン・タッグ王座：3回（w / バディ・フラー、ロバート・フラー×2）[11]
- NWAコンチネンタル・ヘビー級王座：1回[15]